# Lupoč
Lupoč je obec na Slovensku v okrese Lučenec. Žije zde 206 obyvatel.
Leží severozápadně od Lučence, mezi Halič a Prahou (kterou založili husité po bitvě u Lučence) a v blízkosti kopce Páriš. Blízko jsou obce Ábelová a Polichno, které se spojují se jménem spisovatelky Boženy Slančíkové. Nad Lupočí je kopec s názvem Viný vrch, který ji chrání před bouřkami. Na úpatí Viného vrchu se nacházejí zbytky základů kaple u Antolíka, čili kaple svatého Antona Paduánského z roku 1696. V okolí obce byly nedávno objeveny menší jeskyně, které dostaly názvy Lupočská nora, Petruska (podle jejího spoluobjevitele a obyvatele Lupoče Jana Petruse, nar.1931) a Voňačka.
V Lupoči je zvonička, která prošla rozsáhlou rekonstrukcí. Za obcí se nachází areál bývalého družstva Agrolupo.
V Lupoči se mluvilo Novohradským nářečím tzv. zvolenského typu. S nejstaršími obyvateli vymírá i nářečí. Slovník s několika stovkami výrazů a obratů zveřejnila Zuzana Bohušová ve své publikaci Nářečí Lupoč v roce 2003. Monografie o obci Lupoč vyšla zásluhou Josefa Drenka a kolektivu spolupracovníků v roce 2001.